# Lorenzo Dini
Lorenzo Dini (ur. 2 października 1994) – włoski lekkoatleta specjalizujący się w biegach długodystansowych.
W 2011 w biegu na 1500 metrów był dziewiąty podczas mistrzostw świata juniorów młodszych oraz zdobył w biegu na 3000 metrów brązowy medal olimpijskiego festiwalu młodzieży Europy. Bez większych sukcesów startował w 2012 na mistrzostwach świata juniorów oraz mistrzostwach Europy w biegach przełajowych. Sezon 2013 rozpoczął od startu w mistrzostwach świata w biegach przełajowych, a w lipcu został w Rieti wicemistrzem Europy juniorów w biegu na 10 000 metrów. W tym samym roku sięgnął po brąz w drużynie juniorów podczas mistrzostw Europy w biegach przełajowych.
Lekkoatletykę uprawia także jego brat bliźniak Samuele Dini, który w 2013 został także wicemistrzem Europy juniorów (w biegu na 5000 metrów).
Rekordy życiowe: bieg na 3000 metrów – 7:53,59 (13 czerwca 2018, Ostrawa); bieg na 5000 metrów – 13:40,10 (19 czerwca 2018, Montreuil); bieg na 10 000 metrów – 28:09,21 (6 lipca 2019, Londyn).

## Osiągnięcia
| Rok  | Impreza                                   | Miejsce         | Konkurencja           | Pozycja             | Wynik    |
| ---- | ----------------------------------------- | --------------- | --------------------- | ------------------- | -------- |
| 2011 | Mistrzostwa świata juniorów młodszych     | Lille Metropole | bieg na 1500 metrów   | 9. miejsce          | 3:48,40  |
| 2011 | Olimpijski festiwal młodzieży Europy      | Trabzon         | bieg na 3000 metrów   | 3. miejsce          | 8:24,20  |
| 2012 | Mistrzostwa świata juniorów               | Barcelona       | bieg na 5000 metrów   | 15. miejsce         | 14:22,97 |
| 2012 | Mistrzostwa Europy w biegach przełajowych | Budapeszt       | bieg juniorów         | 13. miejsce         | 19:12    |
| 2013 | Mistrzostwa świata w biegach przełajowych | Bydgoszcz       | bieg juniorów         | 32. miejsce         | 23:18    |
| 2013 | Mistrzostwa Europy juniorów               | Rieti           | bieg na 10 000 metrów | 2. miejsce          | 29:31,11 |
| 2013 | Mistrzostwa Europy w biegach przełajowych | Belgrad         | bieg juniorów         | 5. miejsce          | 18:06    |
| 2013 | Mistrzostwa Europy w biegach przełajowych | Belgrad         | drużyna juniorów      | 3. miejsce          |          |
| 2015 | Mistrzostwa Europy w biegach przełajowych | Hyères          | bieg młodzieżowców    | 6. miejsce          | 23:41    |
| 2016 | Mistrzostwa Europy w biegach przełajowych | Chia            | bieg młodzieżowców    | 12. miejsce         | 23:18    |
| 2016 | Mistrzostwa Europy w biegach przełajowych | Chia            | drużyna młodzieżowców | 1. miejsce          |          |
| 2017 | Puchar Europy w biegu na 10 000 metrów    | Mińsk           | bieg na 10 000 metrów | 4. miejsce (Bieg B) | 30:02,94 |
| 2017 | Mistrzostwa Europy w biegach przełajowych | Šamorín         | bieg seniorów         | 17. miejsce         | 30:44    |
| 2018 | Mistrzostwa świata w półmaratonie         | Walencja        | półmaraton            | 74. miejsce         | 1:04:26  |
| 2018 | Puchar Europy w biegu na 10 000 metrów    | Londyn          | bieg na 10 000 metrów | 1. miejsce (Bieg B) | 28:30,01 |
| 2018 | Igrzyska śródziemnomorskie                | Tarragona       | bieg na 5000 metrów   | 6. miejsce          | 13:59,25 |
| 2018 | Mistrzostwa Europy                        | Berlin          | bieg na 10 000 metrów | 13. miejsce         | 28:45,04 |